# Pentakisni dodekaeder
| Pentakisni dodekaeder                | Pentakisni dodekaeder                    |
| ------------------------------------ | ---------------------------------------- |
|                                      |                                          |
| Vrsta                                | Catalanovo telo                          |
| Coxeterjev diagram                   |                                          |
| Stranske ploskve                     | enakokraki trikotniki                    |
| Stranske ploskve                     | 60                                       |
| Robovi                               | 90                                       |
| Oglišča                              | 32                                       |
| Vrsta oglišč                         | 20{6}+12{5}                              |
| Konfiguracija stranskih ploskev      | V5.6.6                                   |
| Simetrijska grupa                    | Ih, H3, [5,3], *532                      |
| Vrtilna grupa                        | I, [5,3]+, 532                           |
| Diedrski kot                         | 156º43′7″ arccos(-(80+9√5)/109)          |
| Lastnosti                            | konveksen, tranzitivne stranske ploskve, |
| prisekan ikozaeder (dualni polieder) | mreža telesa                             |

Pentakisni dodekaeder je Catalanovo telo. Njegov dual je prisekan ikozaeder, ki pa je arhimedsko telo.
Lahko ga obravnavamo kot dodekaeder, ki ima nad vsako stransko ploskvijo petstrano piramido. Je tudi klitop dodekaedra. To nakazuje že ime telesa.

## Geometrijske oblike
Topološko ima pentakisni dodekaeder enako konstrukcijo kot:
1. mali zvezdni dodekaeder (z zelo visokimi piramidami).
2. veliki pentakisni dodekaeder (z izredno visokimi piramidami)
3. Wenningerjeva tretja stelacija ikozaedra (z obrnjenimi piramidami)